# Dender
Die Dender (französisch Dendre) ist ein Fluss in Belgien im Einzugsgebiet der Schelde. Obwohl der Fluss durch drei Provinzen fließt, nämlich Hennegau, Ostflandern und Flämisch-Brabant, wird allein der ostflandrische Abschnitt Denderstreek genannt. Ihre Gesamtlänge beträgt 65 km. Der Fluss entsteht in der wallonischen Gemeinde Ath (auf einer Höhe von ungefähr 65 m) durch Zusammenfluss der Östlichen Dender (Quelle an der Grenze zwischen Masnuy-Saint-Jean und Masnuy-Saint-Pierre) und der Westlichen (oder Kleinen) Dender. Die Dender mündet bei Dendermonde in die Schelde.

## Nebenflüsse der Dender
- Molenbeek-Ter Erpenbeek (Hofstade)
- Bellebeek (Liedekerke und Denderleeuw)
- Marcq (Lessines-Deux-Acren)
- Ruisseau d’Ancre (Lessines)
- Sille (Ath)
- Dendre Orientale und Dendre Occidentale (Ath)

## Weblinks

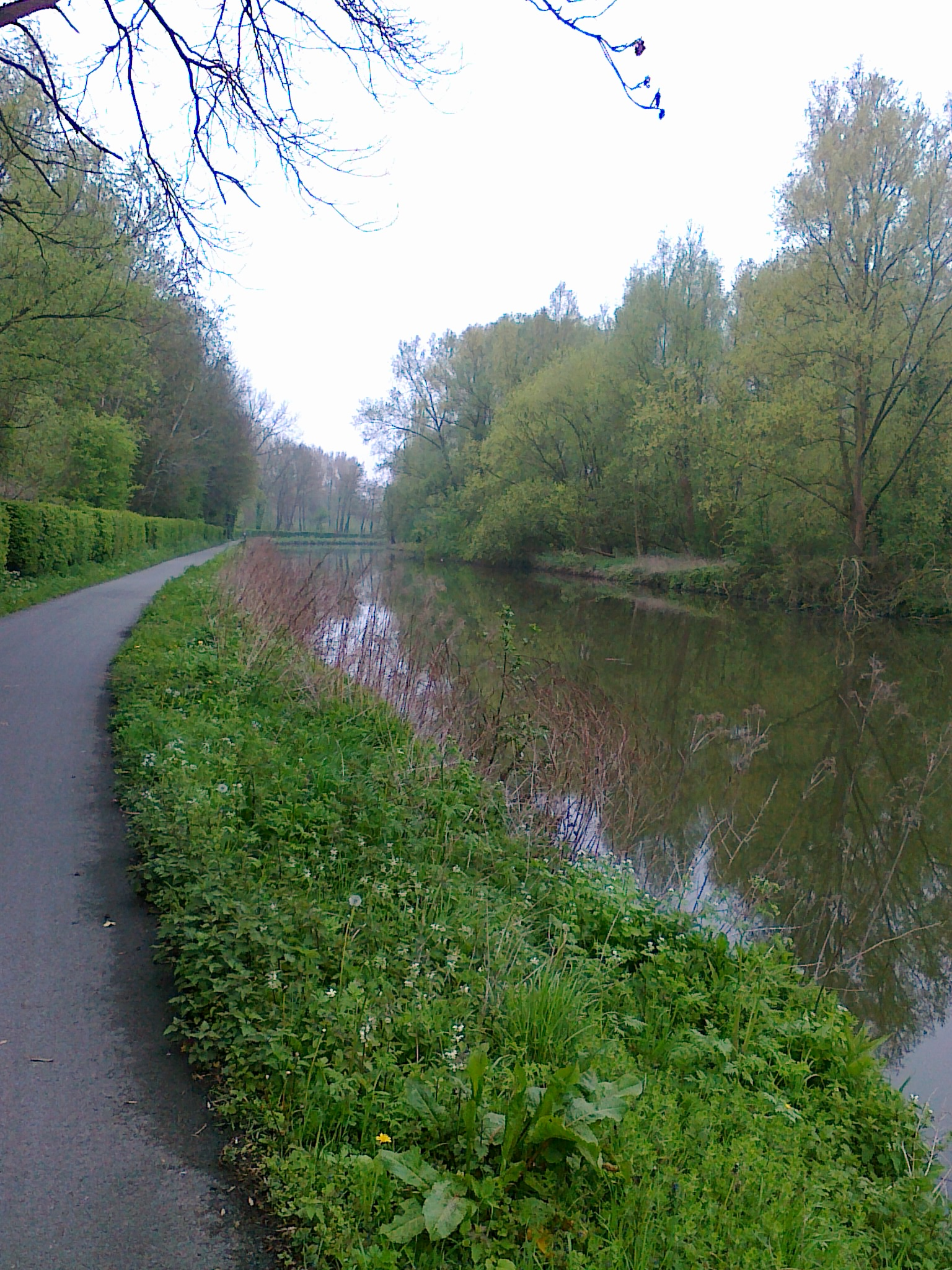
Die Dender in Aalst und Erembodegem
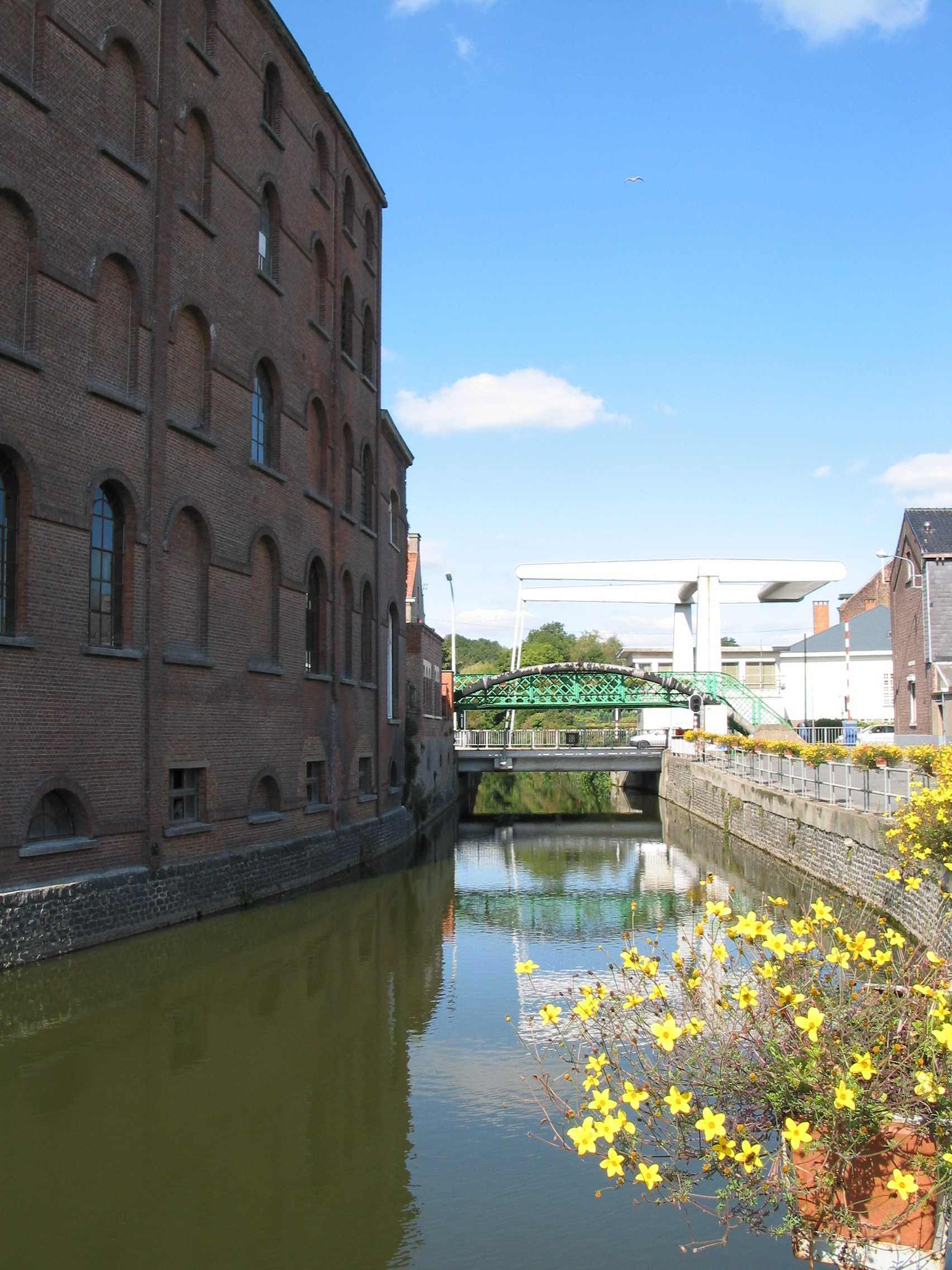
Brücke über die Dender in Lessines
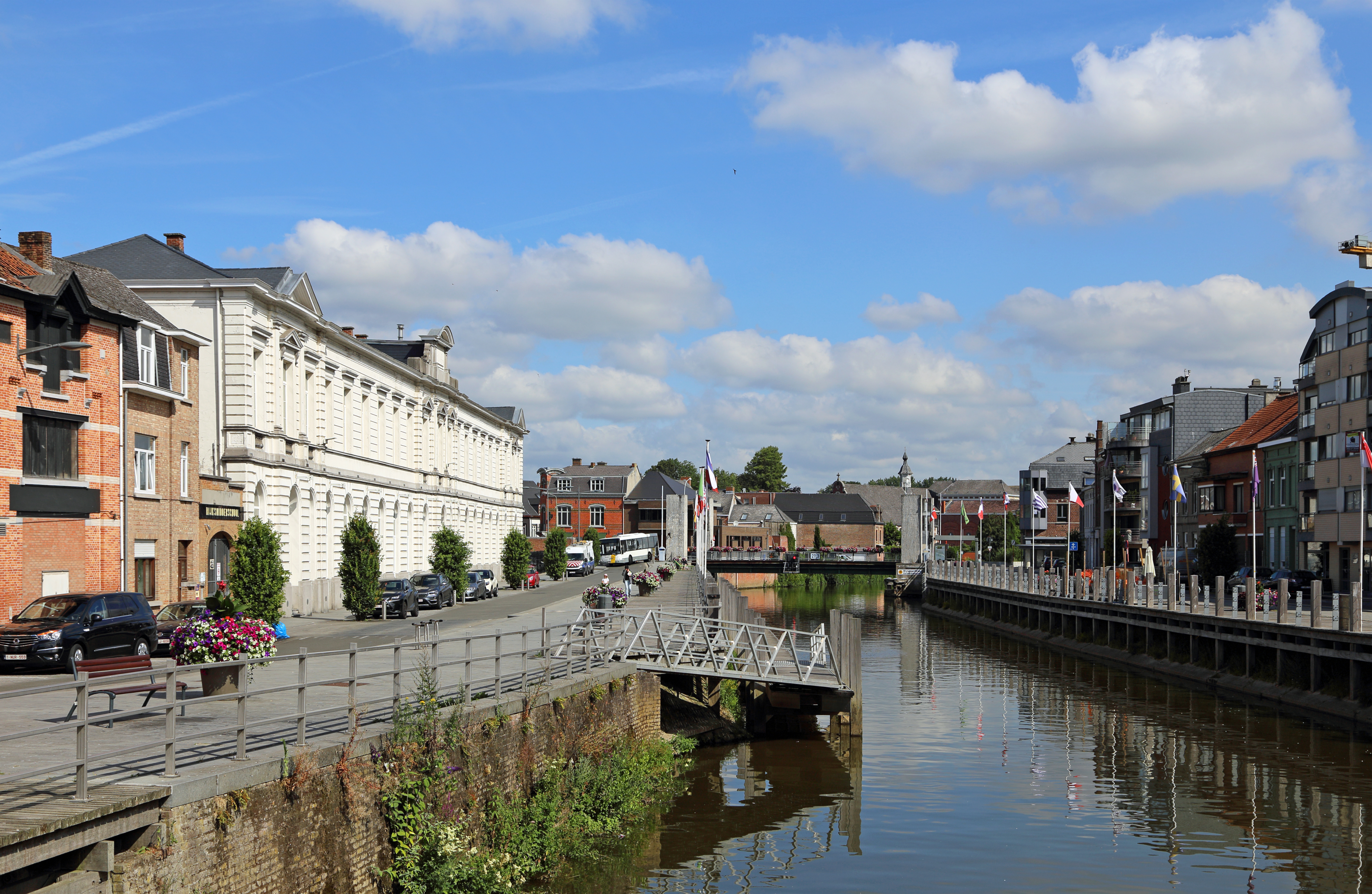
Die Dender in Geraardsbergen